# Eta Cephei
Eta Cephei (η Cep, η Cephei) ist ein Stern des nördlich zirkumpolaren Sternbildes Kepheus, er trägt auch den Namen Al Agemim (die Schäferei). Die Bedeutung des weiteren Namens Al Kidr, der auch für den nahe gelegenen Theta Cephei verwendet wird, ist unbekannt. Der arabische Astronom Ulugh Beg hatte Eta Cephei zusammen mit Alpha Cephei (Alderamin) and Beta Cephei (Alfirk) als Al Kawākib al Firḳ (الكوكب الفرق) bezeichnet, was so viel wie „Die Sterne der Herde“ bedeutet.

## Eigenschaften
Mit einer scheinbaren Helligkeit von 3,4 mag handelt es sich bei Eta Cephei um einen Stern dritter Größenklasse, der gemäß Bortle-Skala mit bloßem Auge gut sichtbar ist. Parallaxenmessungen ergeben einen Abstand von 46,53 Lichtjahren.
Eta Cephei ist ein Unterriese der Spektralklasse K0 IV, was darauf schließen lässt, dass er in seinem Kern die Wasserstoffvorräte aufbraucht und sich in der  Übergangsphase zum Riesenstern befindet. Mit der 1,6-fachen Sonnenmasse und einem Alter von 2,5 Milliarden Jahren hat er den vierfachen Sonnenradius und eine um das Zehnfache höhere Helligkeit als die Sonne erreicht. Er strahlt diese Energie aus seiner Atmosphäre bei einer effektiven Temperatur von 4950 K, K ab, was ihm die typische Orangefärbung eines K-Sterns verleiht. Eta Cephei hat eine hohe Eigenbewegung, die mit einer Pekuliargeschwindigkeit 112 km/s einhergeht.

## Suche nach substellaren Objekten
Nach Nelson & Angel (1998) würde Eta Cephei zwei deutliche Periodizitäten von 164 Tagen beziehungsweise 10 Jahren zeigen, was auf die Anwesenheit einer oder mehrerer Jupiter-ähnlicher Planeten im Orbit des Unterriesen hindeutete. Die Autoren gaben eine Obergrenze von 0,64 Jupitermassen für den mutmaßlichen inneren Planeten und 1,2 Jupitermassen für den mutmaßlichen äußeren an. Campbell et al. (1988) schloss ebenfalls auf die Existenz von Planeten oder sogar braunen Zwergen mit weniger als 16,3 Jupitermassen.
Neuere Studien konnten die Existenz substellarer Begleiter um Eta Cephei allerdings nicht bestätigen. Das Team des McDonald-Observatoriums grenzte die Masse eines oder mehrerer möglicher Planeten auf 0,13 bis 2,4 Jupitermassen und ihre Abstände auf 0,05 bis 5,2 astronomische Einheiten ein.